# Europees Handvest voor regionale talen of talen van minderheden
Het Europees Handvest voor regionale talen of talen van minderheden is een verdrag dat op 25 juni 1992 door het Comité van Ministers van de Raad van Europa vastgesteld werd en op 1 maart 1998 in werking trad. Het doel van het Handvest is enerzijds de bescherming en bevordering van regionale talen en talen van minderheden als bedreigd onderdeel van het Europees cultureel erfgoed en anderzijds sprekers van regionale talen of talen van minderheden de mogelijkheid te bieden deze talen zowel in het openbare als persoonlijke leven te gebruiken.

## Begripsomschrijvingen
Het Handvest omschrijft als
- "regionale talen of talen van minderheden" talen die:
  - van oudsher worden gebruikt in een bepaald gebied van een staat door onderdanen van die staat die een numerieke minderheid vormen ten opzichte van de overige bevolking van die staat;
  - verschillen van de officiële taal/talen van die staat;
  - geen dialecten van de officiële taal/talen van de staat of talen van migranten zijn.
- "gebied waarbinnen de regionale taal of de taal van een minderheid wordt gebruikt": het geografische gebied waarbinnen deze taal de uitdrukkingswijze vormt van een voldoende aantal mensen om de aanneming te rechtvaardigen van de diverse beschermende en bevorderende maatregelen waarin het Handvest voorziet.
- "niet-territoriale talen": talen gebruikt door onderdanen van de Staat die verschillen van de taal of talen gebruikt door de overige bevolking van die staat maar die, hoewel zij van oudsher binnen het gebied van die staat worden gebruikt, niet met een bepaald gebied daarvan kunnen worden vereenzelvigd.

## Inhoud
Het Handvest bestaat uit drie delen.
Deel I omvat algemene bepalingen, waaronder de bovenvermelde begripsomschrijvingen.
Deel II bestaat uit algemene doelstellingen en beginselen die van toepassing zijn op alle regionale talen en talen van minderheden die onder het Handvest beschermd worden. De staten moeten op deze voor het behoud van de talen noodzakelijke beginselen hun beleid en wetgeving baseren. De basisbeginselen en -doelstellingen zijn:
- de erkenning van de regionale talen of talen van minderheden als uiting van culturele rijkdom;
- de eerbiediging van het geografisch gebied van elke regionale taal of taal van een minderheid;
- de noodzaak van vastberaden optreden ter bevordering en bescherming van regionale talen of talen van minderheden;
- de vergemakkelijking en/of aanmoediging van het gebruik van regionale talen of talen van minderheden, in gesproken en geschreven vorm, in het openbare en particuliere leven;
- de instandhouding en ontwikkeling van banden en culturele betrekkingen tussen groepen die een regionale taal of taal van een minderheid gebruiken onderling en met de andere taalgroepen in de staat;
- het voorzien in passende vormen en middelen voor het onderwijs in en de bestudering van regionale talen of talen van minderheden op alle daarvoor in aanmerking komende onderwijsniveaus;
- het verschaffen van voorzieningen om degenen die een regionale taal of taal van een minderheid niet spreken en die wonen in het gebied waar deze wordt gebruikt, in staat te stellen deze taal te leren indien zij dit wensen;
- de bevordering van studie en onderzoek van regionale talen of talen van minderheden aan universiteiten of gelijkwaardige instellingen;
- de bevordering van passende soorten internationale uitwisselingen;
- het wegnemen van alle ongerechtvaardigde vormen van onderscheid, uitsluiting, beperking of voorkeur betreffende het gebruik van een regionale taal of taal van een minderheid waarmee wordt beoogd de instandhouding of ontwikkeling van een zodanige taal te ontmoedigen of in gevaar te brengen.
- het kweken van wederzijds begrip tussen alle taalgroepen van het land, het opnemen in het onderwijsprogramma van eerbiediging van, begrip voor en tolerantie ten aanzien van regionale talen of talen van minderheden en het aanmoedigen van de massamedia om hetzelfde te doen.

Verder verplichten de staten die het Handvest ondertekenen zich ertoe rekening te houden met de behoeften en wensen die naar voren gebracht worden door groepen die de talen gebruiken en het oprichten van verenigingen die deze groepen vertegenwoordigen aan te moedigen. Verder moeten de bovengenoemde basisbeginselen en -doelstellingen ook toegepast worden op de niet-territoriale talen, zij het op soepele wijze rekening houdend met de bijzondere kenmerken van deze talen.
In Deel III van het Handvest zijn 68 uitgewerkte maatregelen opgesteld ter bescherming en bevordering van regionale talen of talen van minderheden. Voor elk van de talen waarop dit deel van toepassing wordt verklaard, moeten minstens 35 maatregelen worden uitgekozen die ter bescherming en bevordering van de desbetreffende taal in beleid en wetgeving moeten worden omgezet. De maatregelen verschillen in omvang en verstrekkendheid en hebben betrekking op de volgende zeven terreinen:
- onderwijs;
- rechterlijke autoriteiten;
- bestuurlijke autoriteiten en openbare diensten;
- media;
- culturele activiteiten en voorzieningen;
- economisch en sociaal leven;
- grensoverschrijdende uitwisselingen.

## Toepassing
Het Handvest dient als basis voor de nationale wetgeving betreffende de bescherming en bevordering van de talen in de lidstaten van de Raad van Europa. Omdat de demografische, sociale, politieke en economische situatie van de talen die onder de definitie van het verdrag vallen zeer uiteenloopt, maakt het Handvest het mogelijk voor elke taal een eigen pakket maatregelen ter bescherming en bevordering vast te leggen die nuttig en/of nodig zijn voor de betreffende taal. De verplichtingen die ten aanzien van het Handvest aangegaan worden, kunnen dus sterk verschillen tussen staten en ook tussen de erkende talen binnen een staat.
Alle aldus in het Handvest erkende talen hebben dan nog niet dezelfde status. Talen die onder Deel III van het Handvest vallen (zoals het Fries) genieten de grootste erkenning. Dit houdt onder meer in dat er onderwijs in wordt gegeven en dat juridische transacties die de taal als voertaal hebben, worden erkend. Talen die onder Deel II vallen (in Nederlands zijn dit het Nedersaksisch en Limburgs) genieten weliswaar erkenning en het gebruik ervan wordt door de overheid gestimuleerd, maar dit alles gaat minder ver dan Deel III: rechten kunnen er in de praktijk niet aan worden ontleend.
Behalve regionale talen of talen van minderheden en niet-territoriale talen kunnen ook minder verspreide officiële talen onder het Handvest beschermd worden. Het is niet de bedoeling dat talen die verbonden zijn met recente migratiebewegingen of dialecten van de officiële taal onder het Handvest worden erkend.
Uitdrukkelijk voorkomen moet worden dat door erkenning en bevordering van de regionale talen of talen van minderheden concurrentie of vijandigheid ontstaat tussen deze talen en de officiële taal of talen van een staat. Er moet gewerkt worden aan een intercultureel en meertalig beleid dat rekening houdt met de culturele en sociale werkelijkheid, zodat elke taal zijn plaats krijgt.
Het gevoerde beleid door de staten ten aanzien van de talen die zij onder het Handvest erkend hebben, wordt getoetst door de Commissie van deskundigen. Deze commissie bestaat uit één lid per deelnemende lidstaat en wordt door het Comité van Ministers van de Raad van Europa benoemd. Elke staat dient bij deze commissie periodiek een verslag in over het gevoerde beleid. De commissie levert hierop commentaar en doet aanbevelingen aan het Comité van Ministers, dat zich daarover uitspreekt en eventueel kan ingrijpen.

## Reikwijdte
De stand van ratificatie en ondertekening op 1 januari 2011. De schuingedrukte talen worden alleen erkend onder deel II van het Handvest.
| Land                  | Ondertekening | Geratificeerd | Inwerkingtreding | Erkende talen |
| --------------------- | ------------- | ------------- | ---------------- | --- |
| Albanië               |               |               |                  | |
| Andorra               |               |               |                  | |
| Armenië               | 11-05-2001    | 25-01-2002    | 01-05-2002       | Aramees, Grieks, Jezidisch, Koerdisch, Russisch |
| Azerbeidzjan          | 21-12-2001    |               |                  | |
| België                |               |               |                  | |
| Bosnië en Herzegovina | 07-09-2005    | 21-09-2010    | 01-01-2011       | Albanees, Duits, Hongaars, Italiaans, Jiddisch, Ladino, Macedonisch, Montenegrijns, Oekraïens, Pools, Roemeens, Roetheens, Romani, Sloveens, Slowaaks, Tsjechisch, Turks                         |
| Bulgarije             |               |               |                  | |
| Cyprus                | 12-11-1992    | 26-08-2002    | 01-12-2002       | Armeens |
| Denemarken            | 05-11-1992    | 08-09-2000    | 01-01-2001       | Duits |
| Duitsland             | 05-11-1992    | 16-09-1998    | 01-01-1999       | Deens, Nederduits, Nedersorbisch, Noord-Fries, Oppersorbisch, Romani, Saterfries |
| Estland               |               |               |                  | |
| Finland               | 05-11-1992    | 09-11-1994    | 01-03-1998       | Romani, Samisch, Zweeds |
| Frankrijk             | 07-05-1999    |               |                  | |
| Georgië               |               |               |                  | |
| Griekenland           |               |               |                  | |
| Hongarije             | 05-11-1992    | 26-04-1995    | 01-03-1998       | Duits, Kroatisch, Roemeens, Servisch, Sloveens, Slowaaks |
| Ierland               |               |               |                  | |
| IJsland               | 07-05-1999    |               |                  | |
| Italië                | 27-06-2000    |               |                  | |
| Kroatië               | 05-11-1997    | 05-11-1997    | 01-03-1998       | Hongaars, Italiaans, Oekraïens, Roetheens, Servisch, Slowaaks, Tsjechisch |
| Letland               |               |               |                  | |
| Liechtenstein         | 05-11-1992    | 18-11-1997    | 01-03-1998       | Geen te erkennen talen aanwezig |
| Litouwen              |               |               |                  | |
| Luxemburg             | 05-11-1992    | 22-06-2005    | 01-10-2005       | Geen te erkennen talen aanwezig |
| Noord-Macedonië       | 25-07-1996    |               |                  | |
| Malta                 | 05-11-1992    |               |                  | |
| Moldavië              | 11-07-2002    |               |                  | |
| Monaco                |               |               |                  | |
| Montenegro            | 22-03-2005    | 15-02-2006    | 06-06-2006       | Albanees, Romani |
| Nederland             | 05-11-1992    | 02-05-1996    | 01-03-1998       | Fries, Jiddisch, Limburgs, Nedersaksisch, Romani, Papiaments |
| Noorwegen             | 05-11-1992    | 10-11-1993    | 01-03-1998       | Samisch |
| Oekraïne              | 02-05-1996    | 19-09-2005    | 01-01-2006       | Bulgaars, Duits, Gagaoezisch, Grieks, Hongaars, Jiddisch, Krimtataars, Moldavisch, Pools, Roemeens, Russisch, Slowaaks en Wit-Russisch.                                                          |
| Oostenrijk            | 05-11-1992    | 28-06-2001    | 01-10-2001       | Burgenlandkroatisch, Hongaars, Romani, Sloveens, Slowaaks, Tsjechisch |
| Polen                 | 12-05-2003    | 12-02-2009    | 01-06-2009       | Armeens, Duits, Hebreeuws, Jiddisch, Karaïtisch, Kasjoebisch, Litouws, Oekraïens, Roetheens, Romani, Russisch, Slowaaks, Tataars, Tsjechisch, Wit-Russisch                                       |
| Portugal              |               |               |                  | |
| Roemenië              | 17-07-1995    | 29-01-2008    | 01-05-2008       | Albanees, Armeens, Bulgaars, Duits, Grieks, Hongaars, Italiaans, Jiddisch, Kroatisch, Macedonisch, Pools, Roetheens, Romani, Russisch, Servisch, Slowaaks, Tataars, Tsjechisch, Turks, Oekraïens |
| Rusland               | 10-05-2001    |               |                  | |
| San Marino            |               |               |                  | |
| Servië                | 22-03-2005    | 15-02-2006    | 01-06-2006       | Albanees, Bosnisch, Bulgaars, Hongaars, Kroatisch, Oekraïens, Roemeens, Roetheens, Romani, Slowaaks                                                                                              |
| Slovenië              | 03-07-1997    | 04-10-2000    | 01-01-2001       | Hongaars, Italiaans, Romani |
| Slowakije             | 20-02-2001    | 05-09-2001    | 01-01-2002       | Bulgaars, Duits, Hongaars, Kroatisch, Oekraïens, Pools, Roetheens, Romani, Tsjechisch |
| Spanje                | 05-11-1992    | 09-04-2001    | 01-08-2001       | Baskisch, Catalaans, Galicisch |
| Tsjechië              | 09-11-2000    | 15-11-2006    | 01-03-2007       | Duits, Pools, Romani, Slowaaks |
| Turkije               |               |               |                  | |
| Verenigd Koninkrijk   | 02-03-2000    | 27-03-2001    | 01-07-2001       | Cornisch, Iers-Gaelisch, Manx-Gaelisch, Schots en Ulster Schots, Schots-Gaelisch, Welsh |
| Zweden                | 09-02-2000    | 09-02-2000    | 01-06-2000       | Fins, Jiddisch, Romani, Samisch, Tornedalfins |
| Zwitserland           | 08-10-1993    | 23-12-1997    | 01-04-1998       | Italiaans, Reto-Romaans |

## Nederland
Nederland heeft in 1992 het Handvest ondertekend. In 1996 is het door de Tweede en Eerste Kamer goedgekeurd en vervolgens geratificeerd. Hierbij werden het Nedersaksisch en het Fries erkend, waarbij alleen op het Fries de specifieke maatregelen en verplichtingen uit deel III van toepassing werden verklaard. Tevens werden het Jiddisch en Romani als niet-territoriale talen erkend. In 1997 werd het oorspronkelijk niet genoemde Limburgs alsnog als regionale taal erkend. Het handvest is in Nederland op 1 maart 1998 in werking getreden.
Een verzoek tot erkenning van het Zeeuws door het provinciebestuur van Zeeland is in 2005 afgewezen. De Nedersaksische streektaalorganisatie SONT heeft namens alle Nedersaksische provincies op 26 september 2006 een petitie overhandigd aan de Vaste Kamercommissie voor Binnenlandse Zaken en Koninkrijksrelaties, om de bepalingen uit deel III ook zo snel mogelijk op het Nedersaksisch van toepassing te verklaren.
De wetgeving en de uitvoering van wetten teneinde de in het handvest gedane toezeggingen na te komen, worden op regelmatige basis geëvalueerd. In 2001 en 2004 heeft een consultatief orgaan onder leiding van Gijs de Vries in opdracht van de Raad van Europa een evaluatie uitgevoerd. Het Ministerie van Binnenlandse Zaken heeft de Fryske Akademy twee evaluaties laten uitvoeren. De strekking van de evaluaties tot nu toe is dat de Nederlandse overheid op veel terreinen de verplichtingen nakomt, maar op de terreinen van onderwijs, media en grensoverschrijdende contacten te weinig faciliteiten voor de Friese taal biedt.
De Nederlandse rijksoverheid heeft in diverse bestuursafspraken een deel van de bevoegdheden voor de wetgeving betreffende de regionale talen en talen van minderheden aan lagere overheden overgedragen. Zo ligt de verantwoordelijkheid voor het Friese taalbeleid grotendeels bij de provincie Friesland. Die heeft met name het aanpakken van onderwijsproblemen tot speerpunt gemaakt.

## België
België heeft dit verdrag niet ondertekend omdat het de Franstalige en Nederlandstalige minderheden binnen de gemeenschappen niet wil erkennen (zie faciliteitengemeente) en ratificatie van het Handvest de taalpolitieke evenwichten in België zou kunnen verstoren.
Vooruitlopend op een eventuele ondertekening in de toekomst, heeft Vlaanderen adviezen ingewonnen over de erkenning van regionale talen op haar grondgebied. De Nederlandse Taalunie adviseerde hierbij om het Limburgs niet te erkennen, ondanks dat deze taal in Nederland wel erkend is. De Taalunie was destijds tegen erkenning van het Limburgs in Nederland, maar dit advies is toen door de Nederlandse politiek genegeerd. De Taalunie verwijst wel naar het Limburgs als een regionale taal in overeenstemming met het door Nederland ondertekende handvest.
De Franse Gemeenschap van België heeft in 1990 een decreet aangenomen waarin het bestaan van "regionale talen" op haar grondgebied werd erkend en de studie en het gebruik ervan werd aangemoedigd. Om welke regionale talen het zou gaan werd echter niet vastgelegd. Er werd een speciale commissie voor regionale talen in het leven geroepen, maar deze heeft tot dusver weinig bereikt. De belangrijkste regionale taal, het Waals, wordt in de praktijk nauwelijks beschermd en gebruikt. Er bestaat bovendien onenigheid over de vraag of deze langue d'oïl niet als dialect van het Frans gezien moet worden. Het Luxemburgs wordt in het arrondissement van Aarlen (het 'Arelerland') in straatnamen gebruikt, maar verder ontbreken hier beschermende maatregelen. Hetzelfde geldt voor de Platdietse streek (de gemeenten Blieberg, Welkenraedt en Baelen), waar de spreektaal een Duits-Nederlands grensdialect is.

## Frankrijk
Frankrijk heeft het Handvest op 7 mei 1999 ondertekend. Het tekende hierbij aan dat aan het Handvest geen specifieke groepsrechten ontleend zouden kunnen worden. Op 15 juni 1999 bepaalde de Grondwettelijke Raad van Frankrijk (Conseil constitutionnel) dat het Handvest strijdig is met de Franse grondwet, omdat er naar zijn overtuiging hoe dan ook specifieke taal- en groepsrechten aan ontleend kunnen worden, terwijl de Franse grondwet de eenheid en gelijkheid van het Franse volk en het Frans als enige nationale taal voorschrijft. Diverse maatschappelijke en politieke groeperingen hebben sindsdien gepleit voor wijziging van de grondwet om ratificatie van het Handvest mogelijk te maken. In 2008 heeft Frankrijk vervolgens zijn grondwet aangepast maar het Handvest is nog niet geratificeerd.
In april 1999 was al, ter voorbereiding op de ondertekening en ratificatie van het Handvest, een rapport verschenen over "De talen van Frankrijk". Op basis van dit rapport zouden de volgende talen onder het Handvest erkend kunnen worden:
- Baskisch;
- Bretons;
- Catalaans;
- Corsicaans;
- Duitse dialecten in de Elzas (Elzassisch) en het departement Moselle;
- Arpitaans;
- Occitaans;
- West-Vlaams (Nederlands dialect).

Verder worden de volgende niet-territoriale talen gesproken:
- Arabisch;
- Armeens;
- Berbers;
- Jiddisch;
- Romani.

Daarnaast worden nog een groot aantal inheemse en creooltalen gesproken in de overzeese gebiedsdelen van Frankrijk. In totaal zou Frankrijk bij ratificatie maximaal 75 talen kunnen erkennen, verreweg het grootste aantal talen van alle lidstaten tot nu toe.
Met name vanwege de bescherming van het Nederlands (West-Vlaams) in Frankrijk vroeg de Eerste Kamer in 1996 - tijdens de behandeling van de goedkeuringswet van het Europees Handvest voor Nederland - de Nederlandse regering om bij Frankrijk op ondertekening en ratificatie van het Handvest aan te dringen.

## Noot
1. ↑  De aanvankelijke Nederlandse titel van het verdrag, zoals weergegeven in het Tractatenblad van het Koninkrijk der Nederlanden in 1993, was "Europees Handvest voor streektalen of talen van minderheden". Daar in het Nederlands het woord 'streektaal' geldt als synoniem voor 'dialect' en het uitdrukkelijk niet de bedoeling van het Handvest is dialecten te erkennen, heeft men er nadien voor gekozen het woord 'streektalen' in de Nederlandse titel en in de tekst te vervangen door 'regionale talen'. De Nederlandse versie heeft de status van vertaling. De Engelse en de Franse versie hebben beide de status van authentiek document, zoals blijkt uit de laatste regels van de door de Nederlandse overheid geratificeerde versie (zie de onderstaande link).
2. ↑  Taalvariatie en taalbeleid, J. De Caluwe. Blz. 112-113/127.
3. ↑  European Charter for Regional or Minority Languages. Gearchiveerd op 11 april 2024. Geraadpleegd op 5 april 2008.
4. ↑  Taalvariatie - Taalunie. taalunie.org. Gearchiveerd op 23 mei 2021. Geraadpleegd op 23 mei 2021.